# Memorial Roots
Memorial Roots è l'ottavo album in studio del gruppo musicale tedesco Brainstorm, pubblicato nel 2009.

## Tracce
1. Forsake What I Believed - 6:31
2. Shiver - 3:17
3. The Conjunction of 7 Planets - 6:34
4. Cross the Line - 5:01
5. Nailed Down Dreams - 5:37
6. Blood Still Stains - 4:10
7. Ahimsa - 4:21
8. The Final Stages of Decay - 6:27
9. Victim - 4:16
10. When No One Cares - 3:19
11. Would You - 5:11
12. Seems to Be Perfect - 4:22
13. Too Late to Deny - 4:33

## Formazione
Gruppo
- Andy B. Franck - voce, cori
- Torsten Ihlenfeld - chitarra, cori
- Milan Loncaric - chitarra, cori
- Dieter Bernert - batteria
- Antonio Ieva - basso

Altri musicisti
- Michael "Miro" Rodenberg - tastiera